# تومو کونونن
تومو کونونن (فنلاندی: Tuomo Könönen؛ زادهٔ ۲۹ دسامبر ۱۹۷۷) بازیکن فوتبال اهل فنلاند بود.
از باشگاه‌هایی که در آن بازی کرده‌است می‌توان به باشگاه فوتبال رووانیمی پالوسئورا، باشگاه فوتبال میپا، و باشگاه فوتبال اود اشاره کرد.
وی همچنین در تیم ملی فوتبال فنلاند بازی کرده‌است.